# Великоростівська сільська рада
Великоростівська сільська рада — колишній орган місцевого самоврядування у Оратівському районі Вінницької області з центром у с. Велика Ростівка.

## Населені пункти
Сільській раді були підпорядковані населені пункти:
- с. Велика Ростівка

## Склад ради
Рада складалася з 14 депутатів та голови.